# Diócesis de Vic
La diócesis de Vic (en latín: Dioecesis Vicensis y en catalán: Bisbat de Vic) es una circunscripción eclesiástica de la Iglesia católica en España. Se trata de una diócesis latina, sufragánea de la archidiócesis de Tarragona. Desde el 13 de junio de 2003 su obispo es Román Casanova.

## Territorio y organización

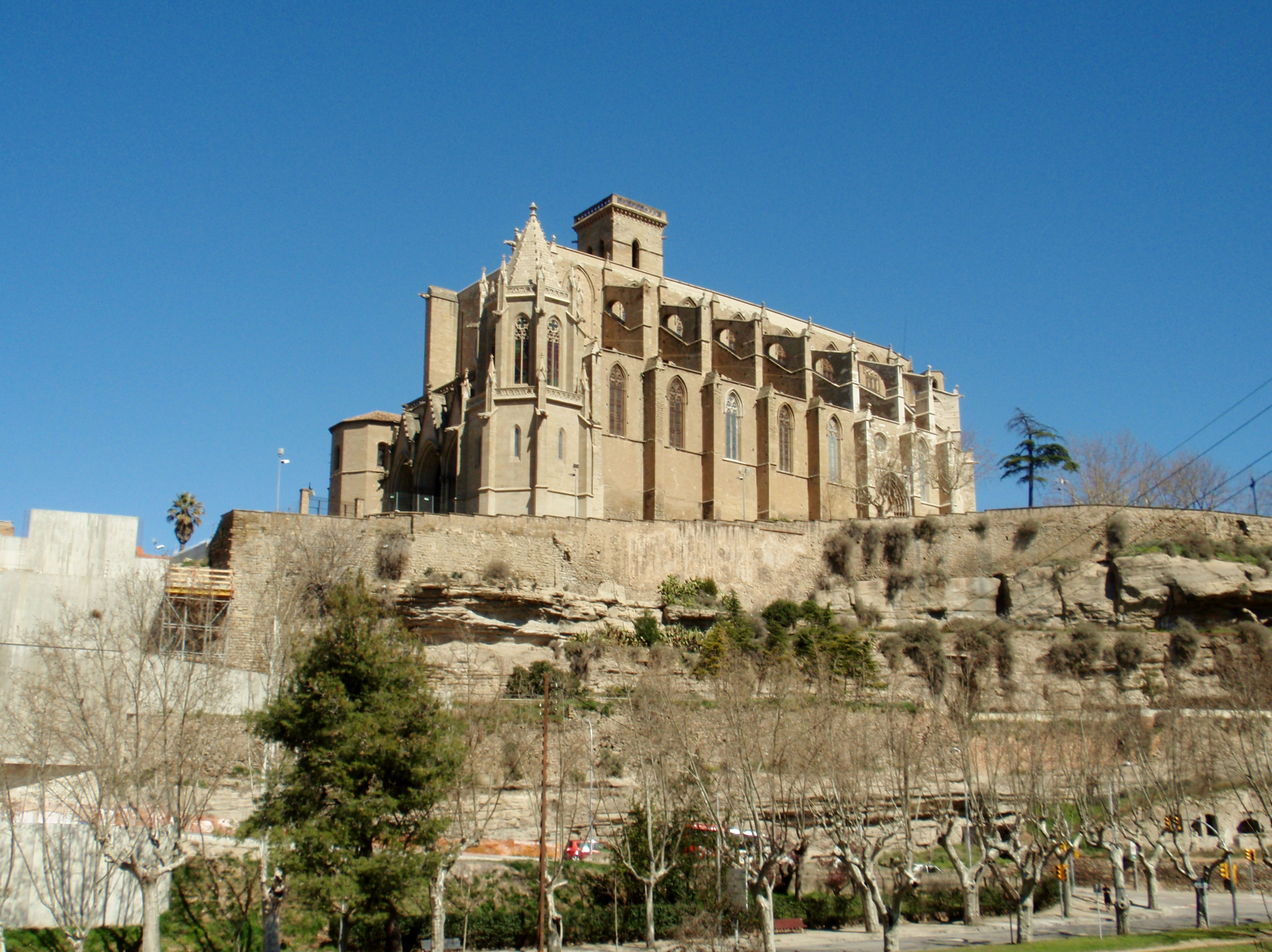
Colegiata basílica de Santa María de la Aurora, en Manresa

La diócesis tiene 4184 km² y extiende su jurisdicción sobre los fieles católicos de rito latino residentes en parte de la provincia de Barcelona en la comunidad autónoma de Cataluña. 

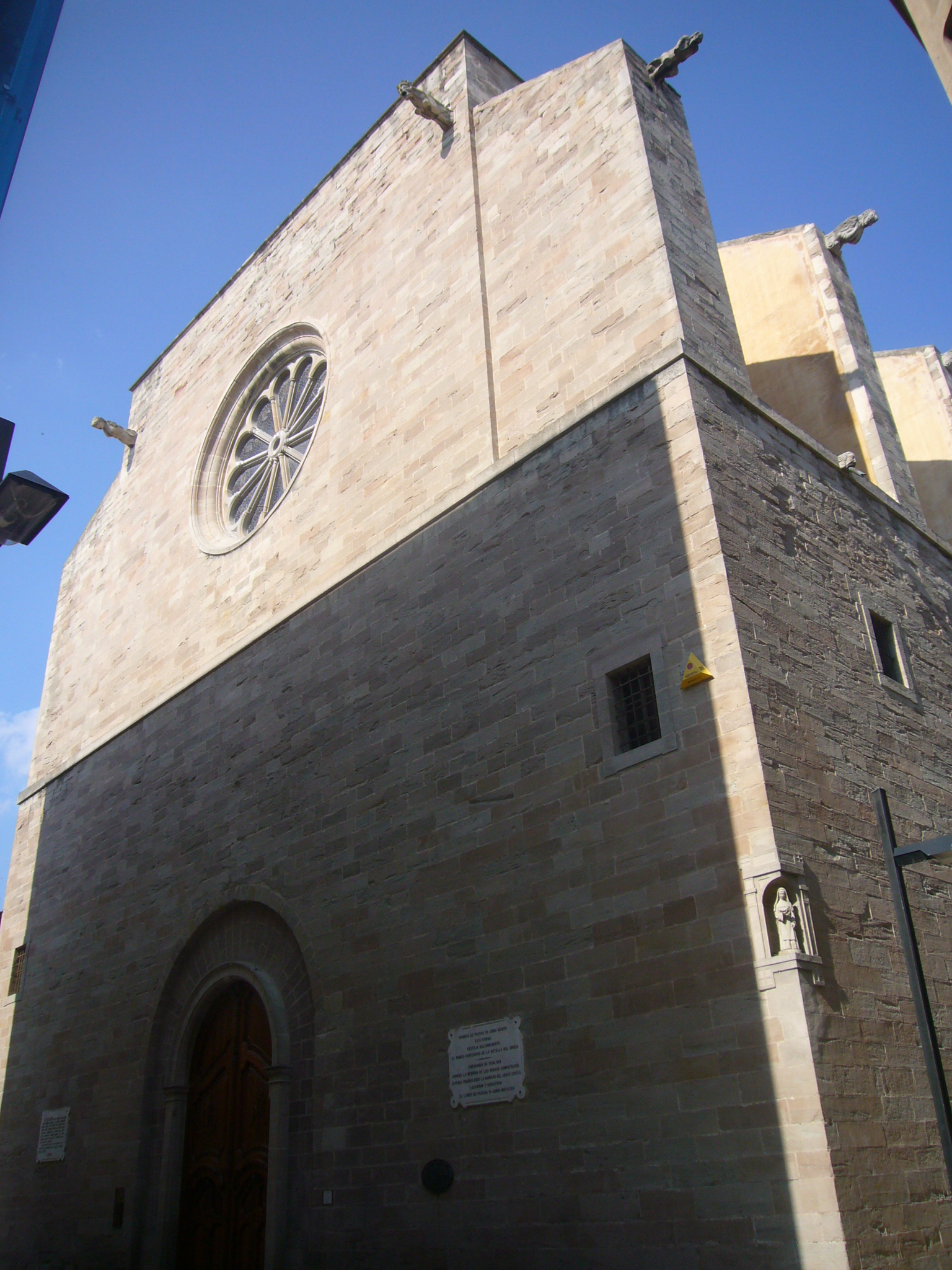
Basílica de Santa María, en Igualada

La sede de la diócesis se encuentra en la ciudad de Vic, en donde se halla la Catedral de San Pedro. En el territorio existen dos basílicas menores: la colegiata basílica de Santa María de la Aurora, en Manresa, y la de Santa María, en Igualada.

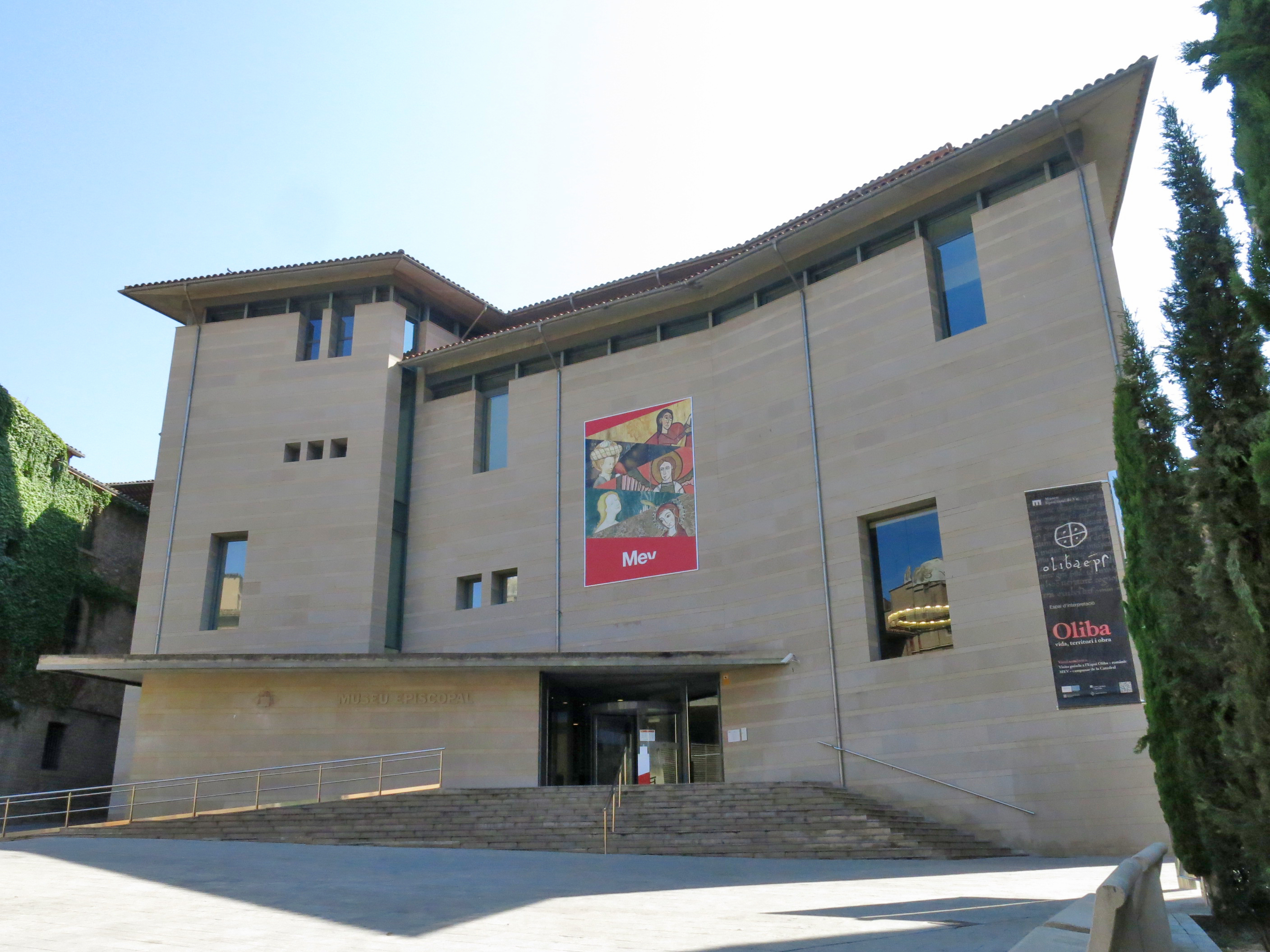
Sede del museo diocesano de Vic

En 2020 en la diócesis existían 249 parroquias agrupadas en 10 arciprestazgos: Vic, Ripollès, Ter Collsacabra, Lluçanes, Guilleries Congost, Moianès, Bages nord, Bages sud, Manresa y Anoia Segarra.

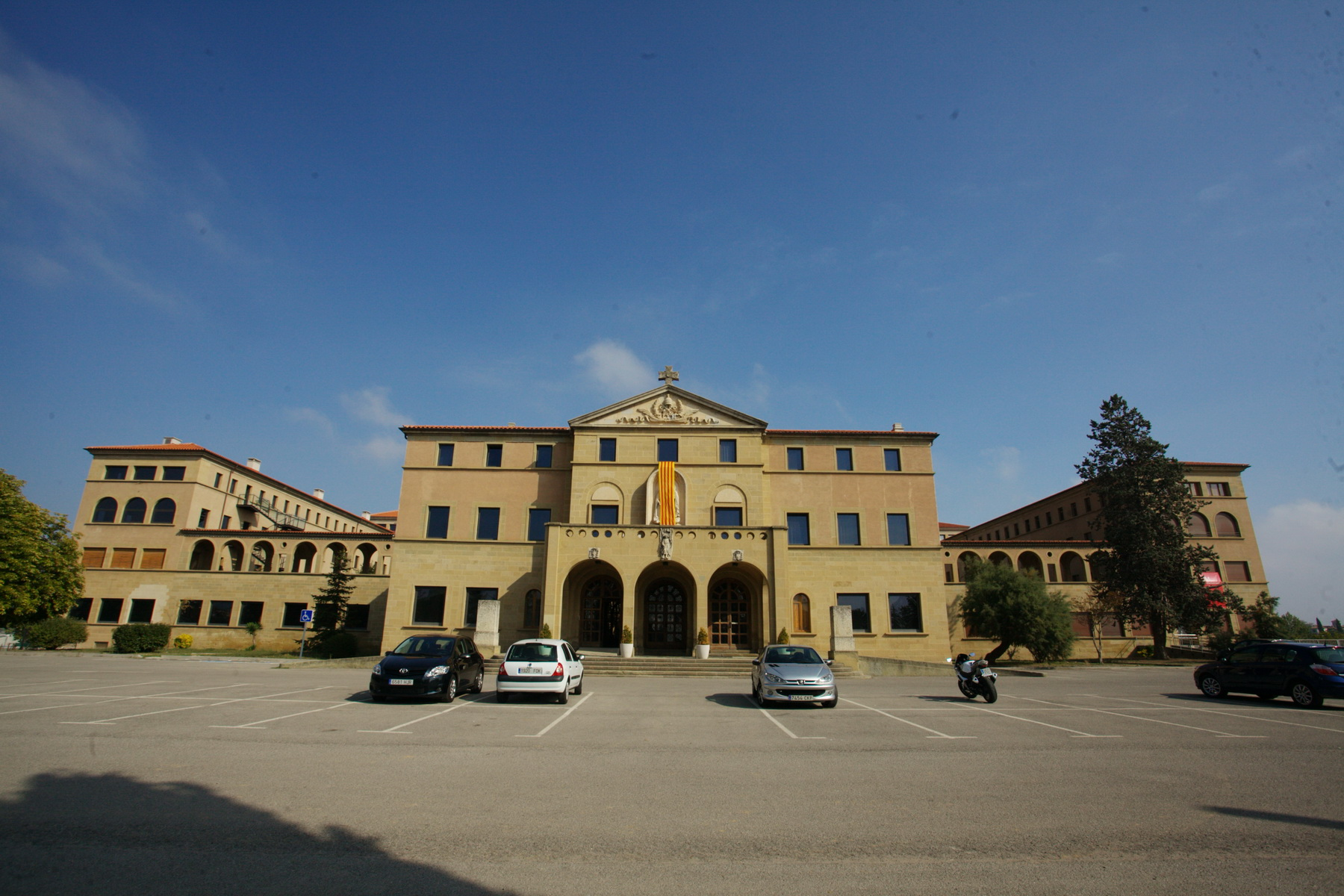
Seminario diocesano de Vic

## Historia
En época romana la ciudad de Vic, conocida con el nombre de Ausa, era la capital del pueblo ausetano en la provincia romana de Tarraconense. La diócesis probablemente fue erigida en la segunda mitad del siglo V. El primer obispo conocido es Cinidi, que participó en el concilio de Tarragona en 516 y en el de Gerona del año siguiente; los otros obispos conocidos participaron en concilios nacionales en la época visigoda. La diócesis formaba parte de la provincia eclesiástica de la archidiócesis de Tarragona.
A partir del año 713 la sucesión episcopal quedó interrumpida debido a la invasión árabe. Sin embargo, ya a finales del siglo VIII la ciudad y la región fueron reconquistadas por los francos, quienes sentaron las bases para el establecimiento de la Marca Hispánica, que se convirtió en un señorío feudal estable de los carolingios en la segunda mitad del siglo IX. La antigua Ausa empezó a tomar el nombre de Vicus Ausonae, de ahí el nombre actual de Vic.
Las conquistas de Carlomagno y Luis el Piadoso pusieron bajo control franco varias antiguas ciudades episcopales hispanas, vacías o suprimidas durante algún tiempo; esto permitió su restauración. La sede de Vic se restableció hacia el año 886 y Gotmar fue nombrado primer obispo. Debido a la ocupación franca, la sede de Vic quedó sometida a la provincia eclesiástica de la archidiócesis de Narbona, junto con otras tres diócesis españolas (Gerona, Urgel y Barcelona).
Durante el siglo X hubo intentos por parte de las diócesis españolas de separarse de la archidiócesis de Narbona y crear una provincia eclesiástica independiente. El obispo Ató de Vic obtuvo del papa Juan XIII en 971 la transferencia de los derechos metropolitanos a la sede de Tarragona, pero la operación no se llevó a cabo. Vic y las demás diócesis transpirenaicas permanecieron sujetas al arzobispo de Narbona hasta el restablecimiento de la sede de Tarragona a principios del siglo XII.
En 1154 la diócesis cedió algunas parroquias a la archidiócesis de Tarragona.
El 19 de julio de 1593 cedió una parte de su territorio para la erección de la diócesis de Solsona mediante la bula Super universas del papa Clemente VIII.
En 1874 el monasterio de Montserrat y algunas parroquias fueron entregadas a la diócesis de Barcelona (hoy archidiócesis).
En 1957, tras el concordato de 1953 que establecía que los límites de las diócesis debían coincidir con los de las provincias civiles, las 21 parroquias que había en la provincia de Lérida fueron cedidas a la diócesis de Solsona y las 9 que había en la provincia de Tarragona a la archidiócesis de Tarragona. Por otra parte, mediante el decreto Initis inter, la diócesis de Vic adquirió 7 parroquias de la diócesis de Barcelona, 1 de la diócesis de Solsona y 6 de la diócesis de Gerona.
El 13 de junio de 2003 el papa Juan Pablo II, nombró como nuevo obispo de Vich a Román Casanova, recibiendo la ordenación episcopal el 14 de septiembre del mismo año.

## Estadísticas
Según el Anuario Pontificio 2021 la diócesis tenía a fines de 2020 un total de 422 614 fieles bautizados.
| Año                                                                             | Población            | Población | Población      | Sacerdotes | Sacerdotes    | Sacerdotes    | Bautizados por sacerdote | Diáconos permanentes | Religiosos | Religiosos | Parroquias |
| Año                                                                             | Bautizados católicos | Total     | % de católicos | Total      | Clero secular | Clero regular | Bautizados por sacerdote | Diáconos permanentes | Varones    | Mujeres    | Parroquias |
| ------------------------------------------------------------------------------- | -------------------- | --------- | -------------- | ---------- | ------------- | ------------- | ------------------------ | -------------------- | ---------- | ---------- | ---------- |
| 1950                                                                            | 249 980              | 250 000   | 100.0          | 477        | 407           | 70            | 524                      |                      | 145        | 1214       | 262        |
| 1970                                                                            | 307 000              | 307 000   | 100.0          | 417        | 351           | 66            | 736                      |                      | 176        | 1300       | 245        |
| 1980                                                                            | 308 600              | 309 800   | 99.6           | 323        | 289           | 34            | 955                      |                      | 90         | 1098       | 258        |
| 1990                                                                            | 338 000              | 341 707   | 98.9           | 289        | 250           | 39            | 1169                     |                      | 102        | 904        | 247        |
| 1999                                                                            | 355 368              | 357 641   | 99.4           | 253        | 219           | 34            | 1404                     | 6                    | 76         | 701        | 247        |
| 2000                                                                            | 355 368              | 357 641   | 99.4           | 257        | 215           | 42            | 1382                     | 9                    | 80         | 730        | 247        |
| 2001                                                                            | 353 015              | 357 641   | 98.7           | 234        | 206           | 28            | 1508                     | 7                    | 59         | 654        | 247        |
| 2002                                                                            | 353 362              | 357 641   | 98.8           | 231        | 201           | 30            | 1529                     | 7                    | 66         | 685        | 247        |
| 2003                                                                            | 379 721              | 383 870   | 98.9           | 225        | 195           | 30            | 1687                     | 7                    | 65         | 670        | 247        |
| 2004                                                                            | 376 184              | 383 870   | 98.0           | 225        | 192           | 33            | 1671                     | 9                    | 64         | 645        | 247        |
| 2010                                                                            | 386 000              | 408 000   | 94.6           | 206        | 170           | 36            | 1873                     | 8                    | 61         | 494        | 249        |
| 2014                                                                            | 386 700              | 409 500   | 94.4           | 180        | 148           | 32            | 2148                     | 11                   | 58         | 423        | 250        |
| 2017                                                                            | 405 520              | 444 021   | 91.3           | 178        | 140           | 38            | 2278                     | 7                    | 62         | 398        | 250        |
| 2020                                                                            | 422 614              | 464 440   | 91.0           | 151        | 118           | 33            | 2798                     | 8                    | 56         | 364        | 249        |
| Fuente: Catholic-Hierarchy, que a su vez toma los datos del Anuario Pontificio. |                      |           |                |            |               |               |                          |                      |            |            |            |

Según cifras oficiales, en el curso 2017-2018 se formaron 3 seminaristas en el Seminario Mayor diocesano.